# Karel Keizer
Karel Keizer (Amsterdam, 14 mei 1911 – 's-Gravenhage, Waalsdorpervlakte, 29 februari 1944) was een Nederlands verzetsstrijder tijdens de Tweede Wereldoorlog.

## Biografie
Karel Keizer werd geboren in Amsterdam, als zoon van diamantslijper Philip Keizer (1875-1943) en Aaltje de Vries (1873-1939). In 1931 werd hij afgekeurd voor militaire dienst op grond van platvoeten. Hij was toentertijd werkzaam als leerling-diamantslijper. Zijn ouders scheidden in 1932, waarna hij met zijn moeder naar Zandvoort verhuisde. Keizer kwam in 1938 terug naar Amsterdam. Zijn moeder overleed in 1939 te Haarlem, in de Mariastichting. Ze werd begraven op de Joodse begraafplaats aan de Amsterdamsevaart in Haarlem.

### Tweede Wereldoorlog
Toen de oorlog uitbrak was Keizer kelner van beroep. Tijdens de oorlog werd hij lid van de verzetsgroep Oranje Vrijbuiters, die onder leiding stond van Klaas Postma. Op 24 augustus 1943 vond een inval plaats in het hoofdkwartier van de verzetsgroep aan de Nieuwegracht in Utrecht. Keizer werd daags daarna gearresteerd. Hij zat vanaf 27 augustus 1943 gevangen in het Oranjehotel in Scheveningen. Achttien leden van de Oranje Vrijbuiters, onder wie Keizer, werden op 28 februari 1944 ter dood veroordeeld en op 29 februari 1944 op de Waalsdorpervlakte gefusilleerd. De stoffelijke overschotten werden in een kuil gegooid.
Na de oorlog werden zij herbegraven op Begraafplaats Tolsteeg in Utrecht. De achttien verzetsstrijders werden begraven in negen graven. Keizer deelt een graf  met Leo Fischer.

## Eerbetoon
- Zijn naam staat vermeld op de Erelijst van Gevallenen 1940-1945.[12]
- Zijn naam staat vermeld op het Monument voor de Oranje Vrijbuiters.[13]
- Zijn naam staat vermeld op het digitaal Monument Oranjehotel.[14]